# 科金博
科金博（西班牙語：Coquimbo，發音：[koˈkimbo]）是智利科金博大區的港口城市，是一個工業和航運中心，1992年至2002年期間的增長率為32.8%。科金博2002年城市人口154,316，平均溫度約攝氏14度，降雨量稀少，城內有釀酒業，近年開始發展旅遊業。

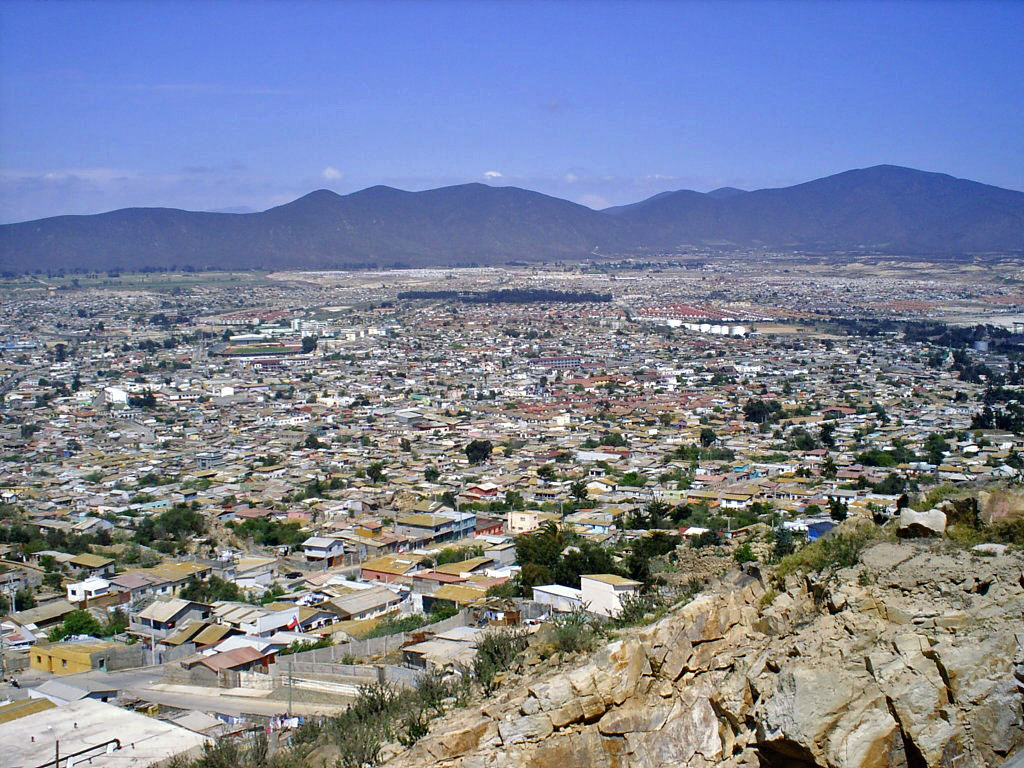
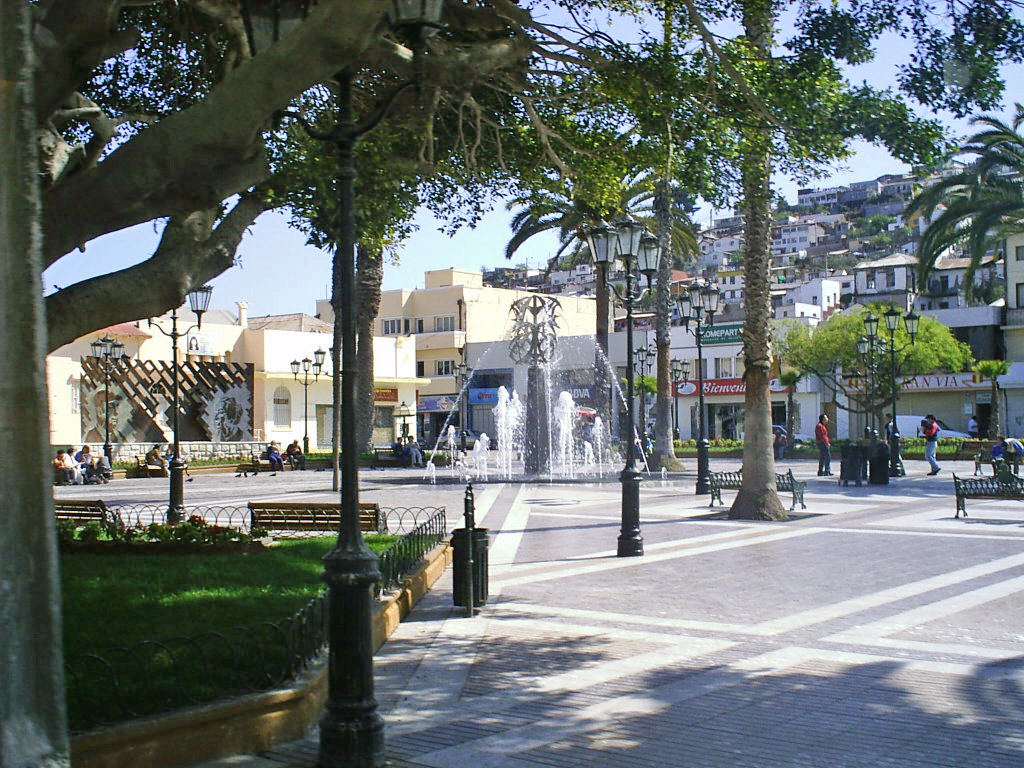
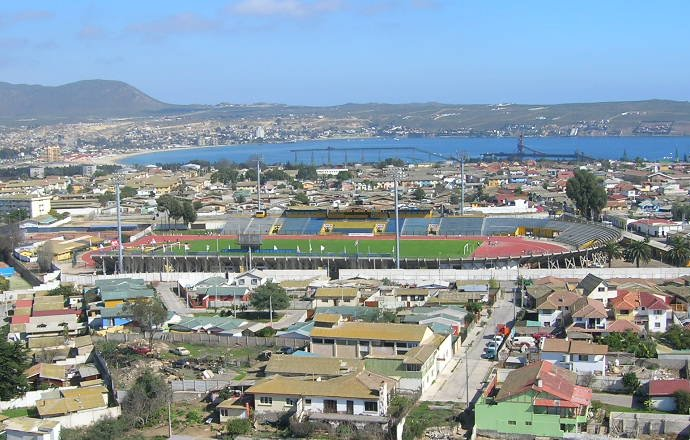
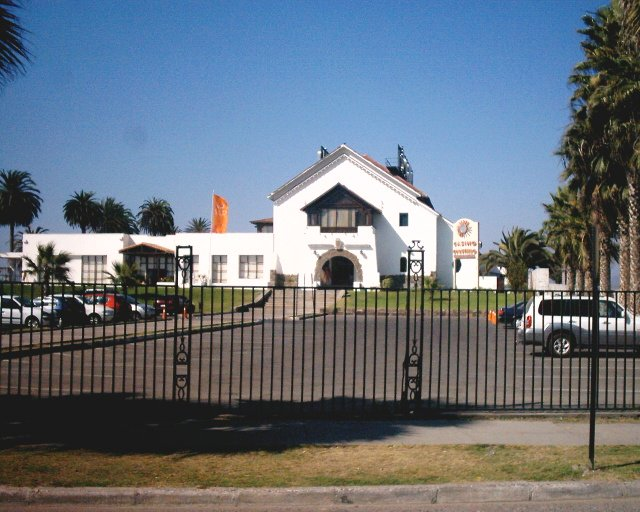
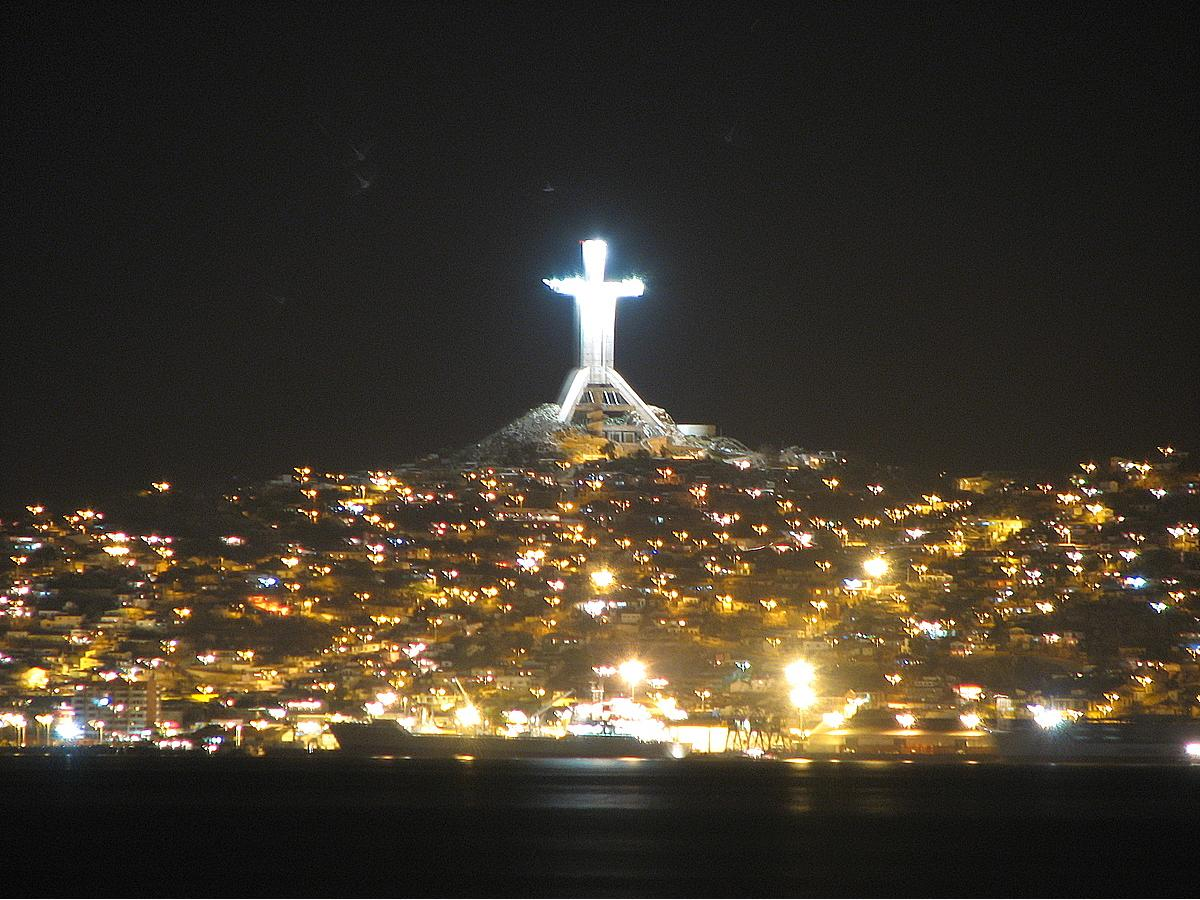
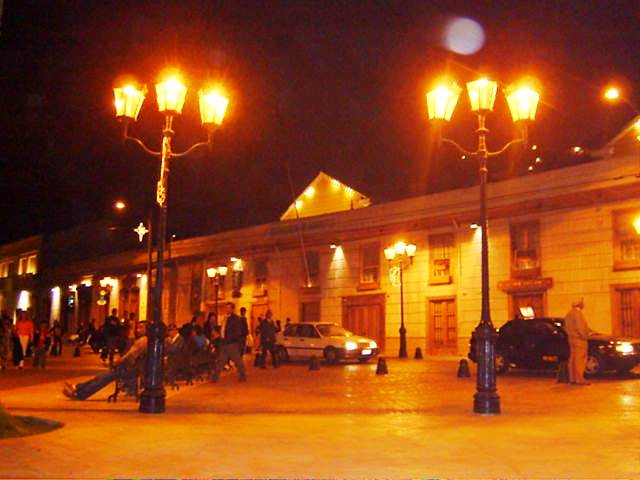
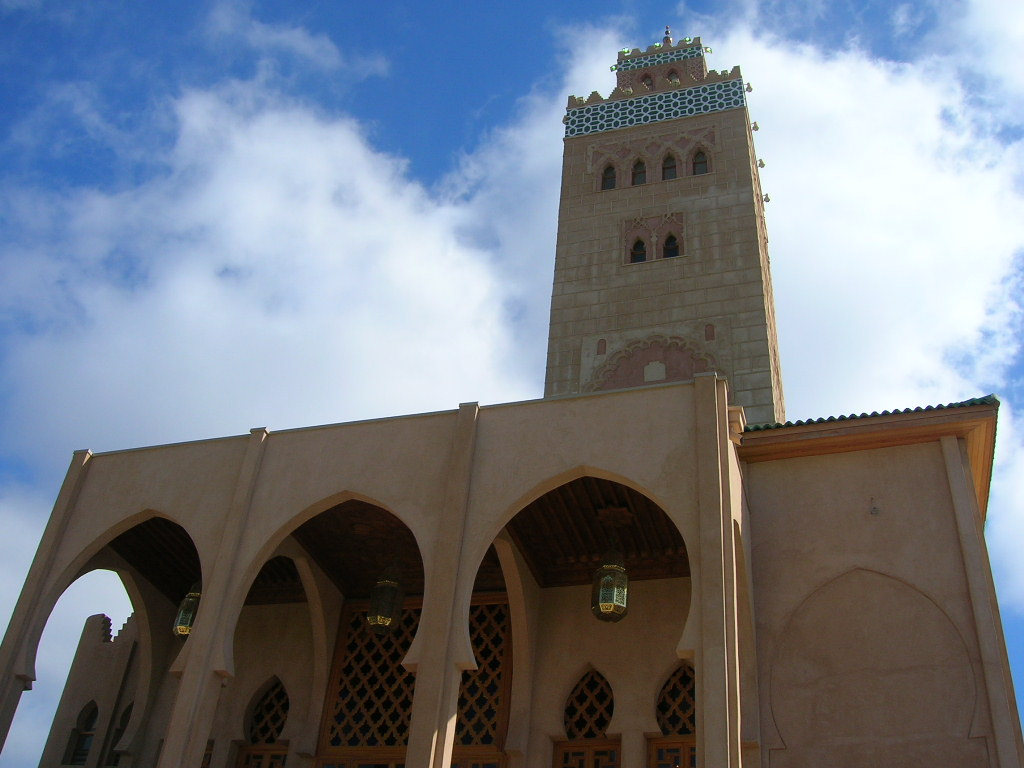